# Kalidas
Kalidas (trad. «El sirviente de Kali») es una película biográfica india en lengua tamil y télugu de 1931 dirigida por H. M. Reddy y producida por Ardeshir Irani. Se destaca por ser la primera película sonora en los idiomas tamil y télugu, y la primera película sonora realizada en un idioma del sur de la India. Se basó en la vida del poeta sánscrito Kalidasa; contó con P. G. Venkatesan en el papel principal y T. P. Rajalakshmi como la protagonista femenina, con L. V. Prasad, Thevaram Rajambal, T. Susheela Devi, J. Sushila y M. S. Santhanalakshmi en papeles secundarios.
Kalidas, principalmente en tamil, contenía diálogos adicionales en télugu e hindi. Mientras Rajalakshmi hablaba tamil, Venkatesan solo hablaba télugu debido a su falta de fluidez en tamil, y Prasad hablaba solo hindi. A pesar de su tema mitológico, la película contó con canciones de períodos de tiempo muy posteriores, como las composiciones del músico carnático Tyagaraja, canciones publicitarias del Congreso Nacional Indio y canciones sobre Mahatma Gandhi y el movimiento de independencia de la India. El sonido se grabó utilizando tecnología de fabricación alemana. Kalidas se rodó en Bombay en los sets de la primera película sonora de la India, Alam Ara (1931) y se completó en ocho días.
Kalidas fue estrenada con grandes expectativas el 31 de octubre de 1931, coincidiendo con el día de Diwali. Fue la única película del sur de la India producida y lanzada ese año. A pesar de numerosos defectos técnicos, recibió elogios de la crítica, con elogios por la interpretación de canto de Rajalakshmi, y se convirtió en un gran éxito comercial. El éxito de Kalidas generó otras películas basadas en Kalidasa, como Mahakavi Kalidasa (1955), Mahakavi Kalidasu (1960) y Mahakavi Kalidas (1966).
Además de su éxito comercial, Kalidas fue un gran avance para la carrera de Rajalakshmi y la convirtió en una estrella cantante rentable. Debido a que no se sabe que haya sobrevivido ninguna copia impresa, disco de gramófono o cancionero de la película, se la considera una película perdida.

## Trama
Vidhyadhari es la hija de Vijayavarman, el rey de Thejavathi. Su ministro quiere que la princesa se case con su hijo, pero ella se niega. Molesto, el ministro se propone encontrar otro posible marido para Vidhyadhari. En el bosque, el ministro encuentra a un vaquero analfabeto sentado en un árbol y cortando la rama en la que está sentado. El ministro persuade al vaquero para que vaya al palacio y hace que Vidhyadhari se case con él. Cuando Vidhyadhari se da cuenta de que ha sido engañada y está casada con un peón, reza a la diosa Kali para que le dé un remedio. Kali aparece ante ella, nombra a su esposo Kalidas y lo dota de un talento literario fenomenal.

## Reparto
- T. P. Rajalakshmi como Vidhyadhari.
- P. G. Venkatesan como Kalidas.
- L. V. Prasad como sacerdote del templo.

Otros papeles secundarios fueron interpretados por Thevaram Rajambal, T. Susheela Devi, J. Sushila y M. S. Santhanalakshmi.

## Producción
Tras el éxito de la primera película sonora de la India, Alam Ara (1931), su director Ardeshir Irani quiso aventurarse en el cine del sur de la India. Ese mismo año, eligió a H. M. Reddy, su antiguo asistente, para dirigir la primera película sonora del sur de la India, que más tarde se convertiría en la primera película en tamil-télugu Kalidas, basada en la vida del poeta y dramaturgo sánscrito Kalidasa. Irani produjo la película bajo Imperial Movi-Tone. P. G. Venkatesan fue elegido para interpretar el papel principal. L. V. Prasad, quien más tarde fundó Prasad Studios, apareció en un papel cómico como sacerdote del templo. La artista de teatro T. P. Rajalakshmi fue elegida para interpretar a la protagonista femenina; según el historiador de cine Randor Guy, ella era la «elección automática para interpretar a la heroína». Antes de esto, Rajalakshmi había actuado en muchas películas mudas, y Kalidas fue su primera película sonora. Los papeles secundarios fueron interpretados por Thevaram Rajambal, T. Susheela Devi, J. Sushila y M. S. Santhanalakshmi. El sonido fue grabado por técnicos alemanes utilizando equipos de fabricación alemana. Kalidas se rodó en Bombay en los platós de Alam Ara; se completó en ocho días, utilizando 6000 pies (1800 m) o 10 000 pies (3000 m) de película, ya que las fuentes difieren. El historiador de cine Film News Anandan declaró que Kalidas «se produjo con prisa y tenía fallas técnicas».
Si bien el idioma principal de Kalidas era el tamil, los actores de la película hablaban una variedad de idiomas, incluidos tamil (Rajalakshmi), télugu (Venkatesan) e hindi (Pasad). Debido a que el primer idioma de Venkatesan era el télugu y no podía pronunciar correctamente las palabras en tamil, su diálogo estaba en télugu. Según Guy, Irani inicialmente no estaba seguro de si el equipo de grabación de sonido alemán grabaría el idioma tamil; para calmar sus dudas, hizo que algunos actores hablaran y cantaran en tamil, con Venkatesan en télugu. Debido a que el equipo ya se había utilizado para grabar hindi, hizo que otros actores hablaran ese idioma; el equipo registró cada idioma con claridad. Debido al uso de varios idiomas, fuentes como Film News Anandan, Birgit Meyer y Guy se han negado a llamar a Kalidas la primera película sonora tamil; Guy, en cambio, la llamó la primera película multilingüe de la India. En el libro de 2010 Cinemas of South India: Culture, Resistance, Ideology, Sowmya Dechamma afirma que los diálogos en télugu se incluyeron en la película, aparentemente para «aumentar su potencial de mercado en los dos importantes mercados de idiomas del sur de la India».

## Música
Kalidas contó con cincuenta canciones compuestas y escritas por Bhaskara Das. El historiador de cine S. Theodore Baskaran menciona en su libro de 1996, The Eye of the Serpent: An Introduction to Tamil Cinema, que todas las canciones estaban en tamil. Birgit Meyer contradijo a Baskaran en su libro de 2009 Aesthetic Formations, afirmando que la película tenía canciones en télugu, una visión que fue apoyada por Sowmya Dechamma en Cinemas of South India: Culture, Resistance, Ideology.
Aunque la película se basó en la mitología, incluyó composiciones de períodos de tiempo muy posteriores, como las del músico carnático Tyagaraja, y canciones publicitarias del Congreso Nacional Indio. Film News Anandan dijo que Reddy estaba «probablemente complacido de agregar cualquier cosa artística que se le presentara. La relevancia no era un problema». El libro de 2008 Tamil Cinema: The Cultural Politics of India's Other Film Industry de Selvaraj Velayutham y Aesthetic Formations de Birgit Meyer estipula que las canciones nacionalistas que aparecen en la película no tienen nada que ver con la trama principal, mientras que Randor Guy afirma durante ese período, «La precisión histórica no era tan importante como la música. No era raro que las deidades cantaran poemas modernos o canciones nacionalistas». Baskaran señaló que esto marcó el «comienzo del uso del cine como un instrumento de propaganda política».
La canción patriótica «Gandhiyin Kai Rattiname» («El charkha que [Mahatma] Gandhi maneja»), también conocida como «Raattinamam ... Gandhi Kai Bhanamaam ...», fue cantada por T. P. Rajalakshmi, y no estaba relacionado con la historia de Kalidas; la canción ensalzaba el charkha (rueca), un símbolo gandhiano del nacionalismo. Rajalakshmi también interpretó dos de las composiciones de Tyagaraja, «Enta Nerchina» y «Suraragadhara», la última de las cuales se basó en el raga Sankarabharanam, para la película. Otra canción que interpretó Rajalakshmi, «Manmada Baanamadaa», se hizo inmensamente popular, y fue descrita por Guy como «el estallido emocional de amor de la heroína». Otra canción, «Indhiyargal Nammavarkkul Eno Veen Sandai», habló sobre el movimiento de independencia de la India y la necesidad de unidad entre los indios. Guy describió «Manmada Baanamadaa» como la «primera canción de éxito del cine tamil».

## Estreno

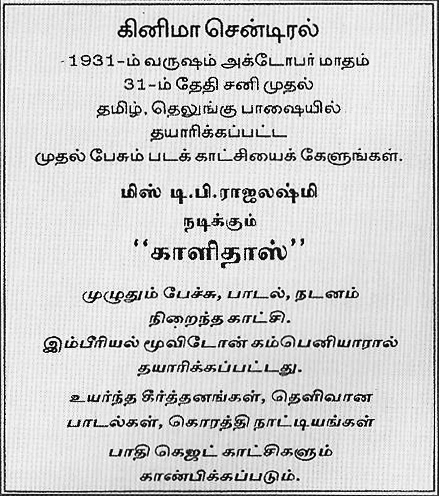
Anuncio de prelanzamiento de Kalidas en tamil.

Un anuncio anunciando el lanzamiento de Kalidas se publicó el 30 de octubre de 1931 en The Hindu, donde se proclamó que la película era «la primera película sonora que se proyectaba en la ciudad con canciones en tamil y télugu». Kalidas se estrenó en cines por primera vez en el teatro Kinema Central (ahora conocido como Murugan Theatre) de Madrás (ahora Chennai) el 31 de octubre de 1931, durante la ocasión festiva de Diwali y coincidió con el Movimiento de Desobediencia Civil.
Cuando los carretes de la película fueron llevados a Madrás, miles de personas se reunieron en la estación central de trenes de la ciudad y siguieron la caja del carrete a lo largo de Wall Tax Road hasta Kinema Central, arrojando pétalos de rosa, rompiendo cocos y quemando incienso. Los carteles de la película decían, Tamil Telugu pesi paadu padam (en español: «Película de canciones en tamil y télugu»). Un intento anterior de producir una película sonora tamil, un cortometraje de cuatro carretes (identificado por S. Theodore Baskaran como Korathi Dance and Songs), se proyectó junto a Kalidas como una atracción secundaria. Protagonizada por Rajalakshmi y la bailarina gitana Jhansi Bai. En una entrevista de 2015 con The Times of India, la hija de Rajalakshmi, Kamala, declaró que durante el estreno de la película, «la gente en Madrás solía estar fuera de los cines a una distancia de unos 4-5 km para presenciar a [Rajalakshmi] actuando en su primer pesum padam. fue recibida con un rugido aquí. Su nombre fue anunciado por parlantes instalados en carreteras y autorickshaws, ya que una talkie era algo nuevo para la gente».
Kalidas tuvo éxito comercial, recaudó más de ₹ 75 000 (aproximadamente US$ 25 252 en 1931) y cubrió fácilmente su presupuesto de ₹ 8000 (aproximadamente US$ 2693 en 1931) según una estimación de 2013 de Hindu Tamil Thisai. El productor de cine y escritor G. Dhananjayan dijo que la película tuvo éxito porque fue una «novedad para la audiencia presenciar un audiovisual con diálogos y canciones de su idioma».
En su libro de 1997 Starlight, Starbright: The Early Tamil Cinema, Randor Guy describió a Kalidas como un «experimento crudo» que tenía una pobre sincronización de labios; cuando los personajes abrían la boca no había sonido, y cuando se escuchaba un diálogo o una canción, los artistas permanecían en silencio. Guy dijo que al público no le importaban las sutilezas técnicas y acudió en masa a ver la película. El crítico de cine y periodista Kalki Krishnamurthy, en su reseña de la película para Ananda Vikatan, señaló que estaba asombrado por el vestuario utilizado. Elogió la actuación de Rajalakshmi y su baile, pero criticó su canto, sugiriendo que tenía que ir a ver a un médico para que le arreglaran las cuerdas vocales. El periódico tamil Swadesamitran publicó una reseña favorable para Kalidas el 29 de octubre de 1931, dos días antes de su estreno en cines, donde el crítico, en contraste con los comentarios de Krishnamurthy, apreció el canto de Rajalakshmi.

## Legado
La llegada del sonido al cine del sur de la India, con el lanzamiento de Kalidas, desencadenó una migración de artistas de teatro al cine. Kalidas fue la única película del sur de la India producida y lanzada en 1931. No se sabe que sobreviva ningún registro impreso o gramófono de la película, lo que la convierte en una película perdida. The Indian Express declaró en 2014 que la película se había «convertido en polvo» mucho antes de que se estableciera el Archivo Nacional de Cine de India en 1964. Los únicos artefactos restantes incluyen algunas fotos publicitarias, anuncios y una imagen de la portada del cancionero. Hasta diciembre de 2002, Film News Anandan había conservado varias fotografías relacionadas con la película.
Kalidas fue un gran avance en la carrera de Rajalakshmi, y la convirtió en una «estrella cantante rentable». Otras películas basadas en la vida de Kalidasa incluyen la película en canadés Mahakavi Kalidasa (1955), que ganó el Premio Nacional de Cine a la Mejor Película en Canadés, la película en hindi Kavi Kalidas (1959), la película en télugu Mahakavi Kalidasu (1960), la película en tamil Mahakavi Kalidas (1966), y la película en canadés Kaviratna Kalidasa (1983).